# Remy Shand
Remy Shand, cantante de neo soul y blue eyed soul nacido en 1978 en Canadá. Descendiente de familia inglesa y sueca. A los doce años empezó a tocar la guitarra y el bajo acústico. Con sólo 19 años, el mánager Steve Warden le contrató e hizo que formara por una discográfica. Primero contactó con Universal, pero finalmente firmó con Motown. En 2001 empezó a trabajar en un álbum, y ya en 2002 editaría "The way I feel". En su debut había un tema grabado en 1998 "Everlasting". Gracias a este álbum recibió cuatro nominaciones a los Grammy. En 2001 se casó con la cantante del grupo Sugar Jones, Maiko Watson.

## Discografía
| Año  | Título         | Discográfica |
| ---- | -------------- | ------------ |
| 2002 | The way I feel | Motown       |

- Datos: Q1070770